# Joel Montezuma
Jhonner Joel Montezuma Ordóñez (11 de enero de 1998, Esmeraldas, Ecuador) es un futbolista ecuatoriano. Juega de Defensa y su equipo actual es el Barcelona Sporting Club de la Serie A de Ecuador.

## Selección nacional

### Categorías inferiores

#### Participaciones en Sudamericanos
| Campeonato                  | Sede     | Resultado    | Partidos | Goles |
| --------------------------- | -------- | ------------ | -------- | ----- |
| Sudamericano Sub-17 de 2015 | Paraguay | Tercer lugar | 0        | 0     |
| Sudamericano Sub-20 de 2017 | Ecuador  | Subcampeón   | 0        | 0     |

#### Participaciones en Copas del Mundo
| Campeonato                  | Sede  | Resultado        | Partidos | Goles |
| --------------------------- | ----- | ---------------- | -------- | ----- |
| Copa Mundial Sub-17 de 2015 | Chile | Cuartos de final | 0        | 0     |

## Clubes
| Club              | País    | Año           |
| ----------------- | ------- | ------------- |
| Liga de Quito     | Ecuador | 2012-2013     |
| Norte América     | Ecuador | 2014          |
| Deportivo Azogues | Ecuador | 2014          |
| Norte América     | Ecuador | 2015          |
| Deportivo Azogues | Ecuador | 2015          |
| Norte América     | Ecuador | 2016          |
| S.D. Aucas        | Ecuador | 2016          |
| Barcelona S.C.    | Ecuador | 2017-presente |

### Participaciones internacionales
| Torneo                 | Club           | Resultado    |
| ---------------------- | -------------- | ------------ |
| Copa Sudamericana 2016 | S.D. Aucas     | Primera Fase |
| Copa Libertadores 2017 | Barcelona S.C. | Semifinal    |